# 레이징 스탤리언 스튜디오
레이징 스탤리언 스튜디오(Raging Stallion Studios)는 샌프란시스코에 본사를 둔 게이 포르노 기업이다. 1998년 크리스 워드, J. D. 슬레이터, 마이클 브렌던에 의해 설립되었다.

## 수상
- 2010 XBIZ 어워드 - 올해의 게이 영화 - Focus/Refocus[1]
- 2011 XBIZ 어워드 - 올해의 게이 영화 - Brutal[1]